# Зонт

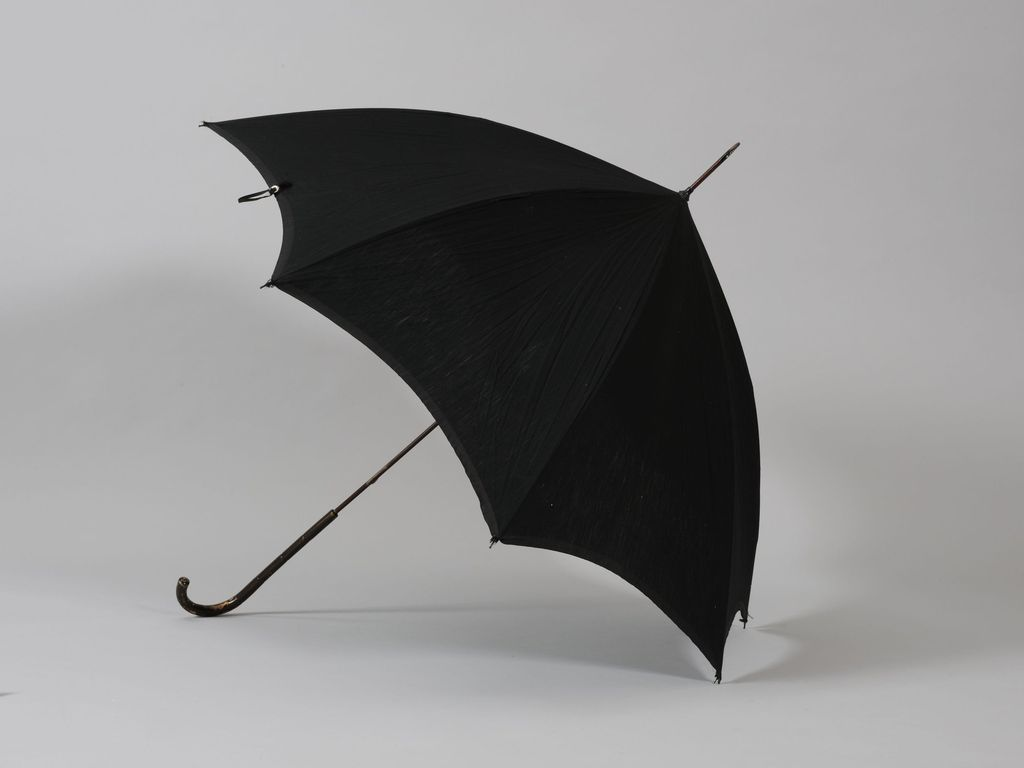
Современный зонт

Части складного зонта

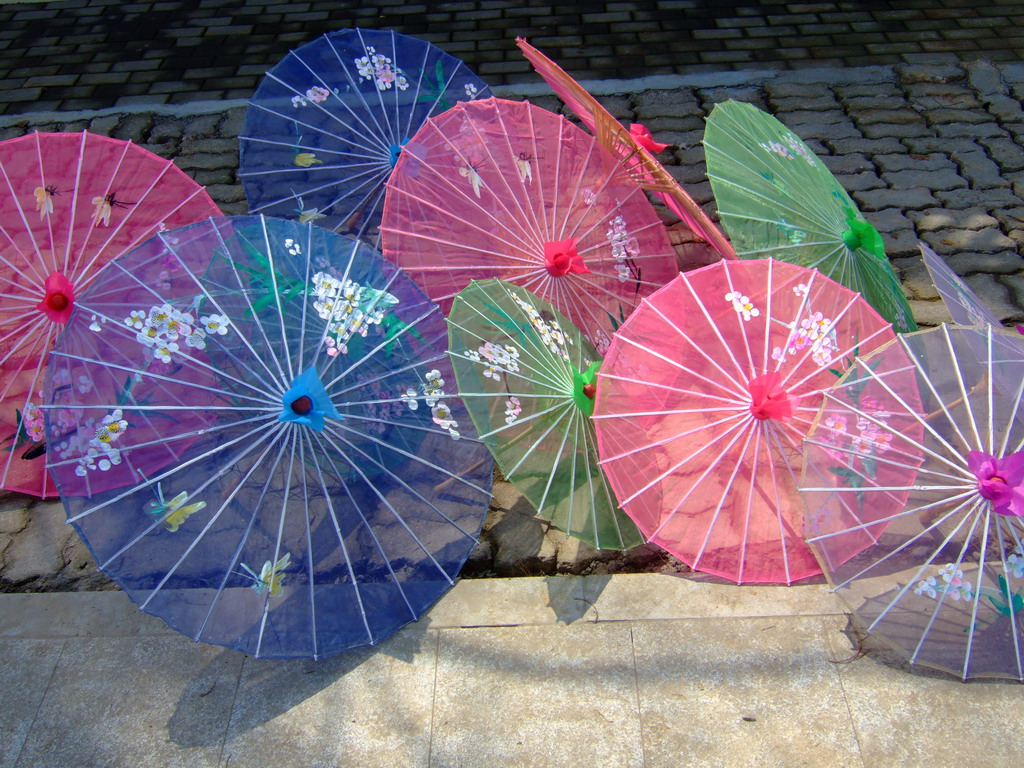
Зонты в Ухане, Китай

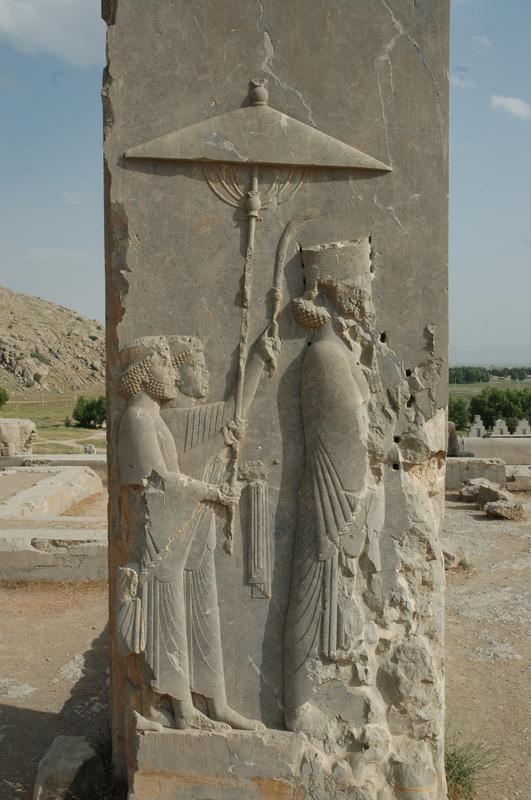
Рельеф персидского царя Ксеркса I (485—465 гг. до н. э.) в Персеполе

Зонт, зонтик (от нидерл. zonnedoek, zondek — тент, навес от солнца, буквально «защита от солнца») — устройство, предназначенное для защиты человека от дождя или от солнечных лучей. Первые зонты предназначались именно для защиты от солнца, а не от дождя.
Зонтик состоит обычно из синтетического водонепроницаемого материала (нейлон, полиамид), натянутого на каркас из металлических проволок, который укрепляется на стержне (ручка зонтика), предназначенном для удерживания зонтика над головой. Для удобства ручка зонтика бывает загнута на конце в виде крюка или имеет на конце набалдашник, который может быть выполнен в разных формах.

## Этимология
В русском языке слово «зонтик» было позаимствовано в качестве морского термина из нидерл. zonnedoek (zondek) со значением «тент», «навес от солнца» (буквальное значение «защита от солнца») для обозначения полотна или парусины, растягиваемых над палубой корабля для защиты от солнца и дождя.
Впервые встречается в Морском уставе 1720 года в форме «зондек». К концу XVIII века форма слова сменилась на «зонтик», а к началу XIX века, помимо значения «навес», слово приобрело и значение «ручной зонтик от солнца или дождя». До того на Руси зонтик называли «солнечником».
Со временем, часть слова («ик») стала восприниматься в народной этимологии как уменьшительно-ласкательный суффикс при основе «зонт». В результате такого переосмысления этимологии слова и т. н. «обратного словобразования» в обиход вошло новообразование «зонт» (с 1830-х).

## История

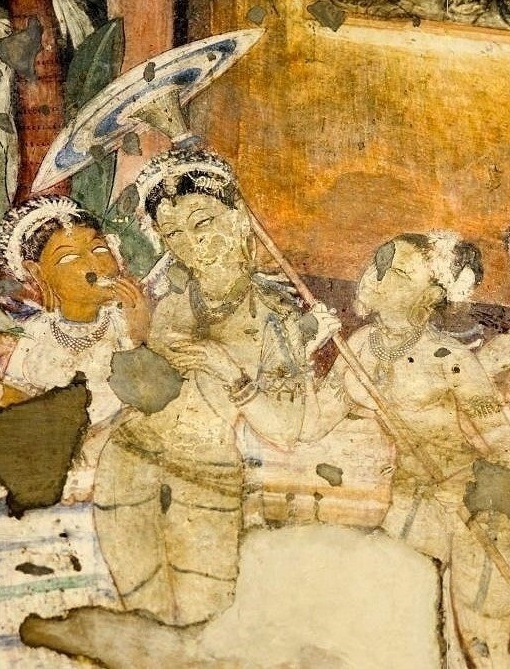
Женщина, держащая зонтик. Государство Гуптов, 320 г. н. э.

Зонт существовал ещё в XI веке до н. э. Именно это время считается временем изобретения зонта. Родиной зонта считают Китай или Египет. В обеих названных странах зонт считался символом власти, только фараоны или императоры и приближённые царственных особ могли пользоваться зонтами. Зонты были 1,5 метра высотой и весили около 2 кг.
В Индии и Индокитае зонт был символом власти. Сановники и полководцы в зависимости от ранга имели право на разное количество и разные цвета зонтов. В свите монарха несли 13 зонтов. Зонт в общем и 13 зонтов, как символ монарха, вошли и в буддийскую символику. Затем с Востока зонты перекочевали в Древнюю Грецию, потом — в Рим, где ими пользовались женщины.
В качестве символа власти, инсигнии, зонт использовался во многих странах Старого света, от Северной Африки до тихоокеанского побережья Азии; в Средние века в Европе в этом качестве он иногда использовался императорами Священной Римской империи, венецианскими дожами и, возможно, королями Сицилии. С конца XIII века зонт появляется среди символов папской власти, с XV века закрепляясь на личных гербах пап и на гербе Римской церкви. Со временем зонт вместе с апостольскими ключами стал обозначать светскую власть пап.
В Западной Европе зонтом стали пользоваться во Франции в XVII веке под названием «парасоль», то есть дословно «против солнца». У французского солнечного зонта верх делался из вощёного полотна, а ручка была костяной. 4 мая 1715 года в Париже был произведён первый складной зонтик. Первоначально зонт служил для защиты от солнца, как укрытие от дождя зонт впервые применил англичанин Джонас Хенвей в 1750 году.
В 1969 году Брэд Филлипс получил патент США на складной зонтик, который компания Totes начала продавать в США в 1970 году.

## В кинематографе
- Двое под одним зонтом
- Зонтик для новобрачных
- Укол зонтиком
- Шербурские зонтики

## Галерея

Зонты и зонтики в искусстве
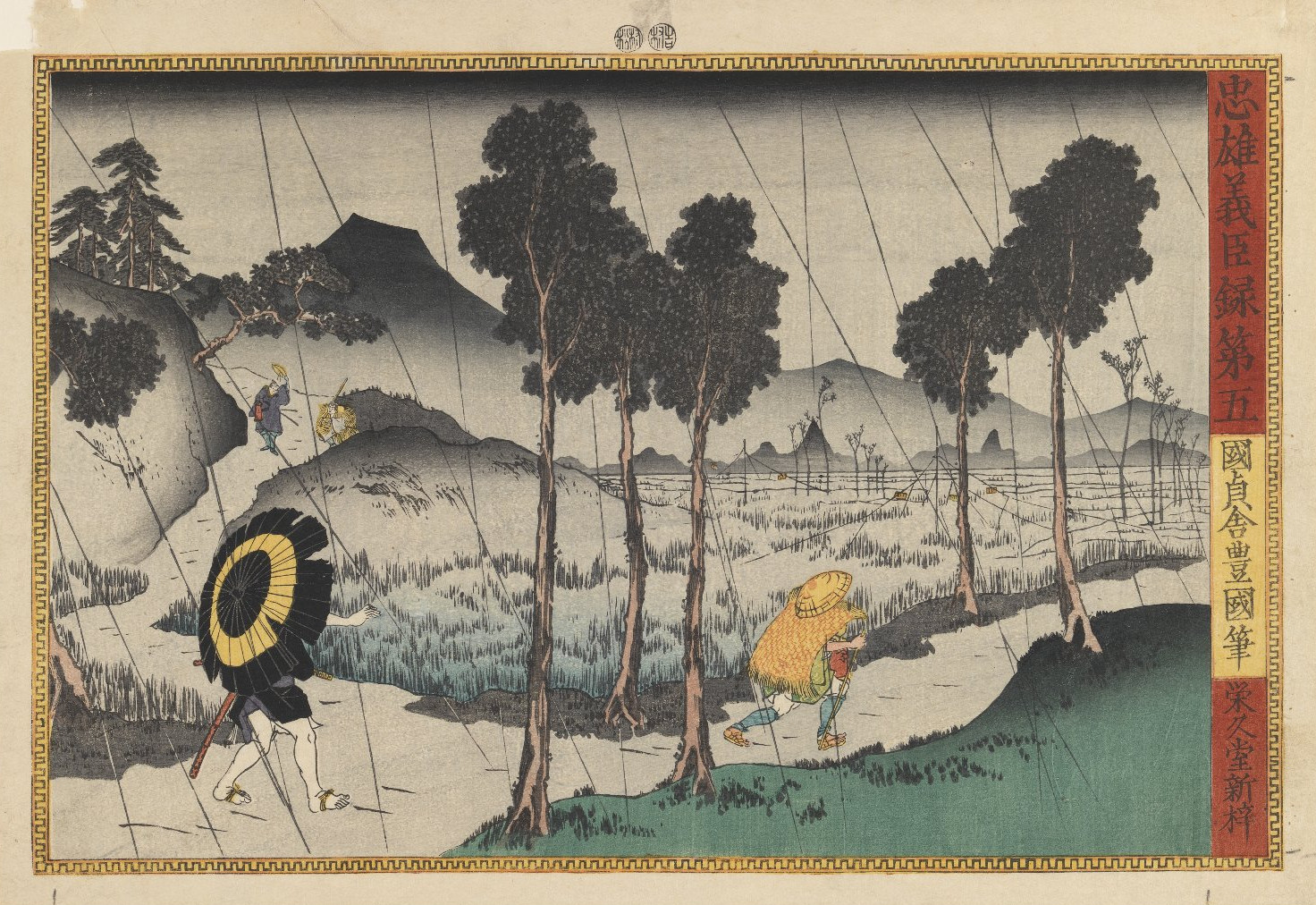
Утагава Кунисада. Иллюстрация к тексту о 47 ронинах, ок. 1847 года.
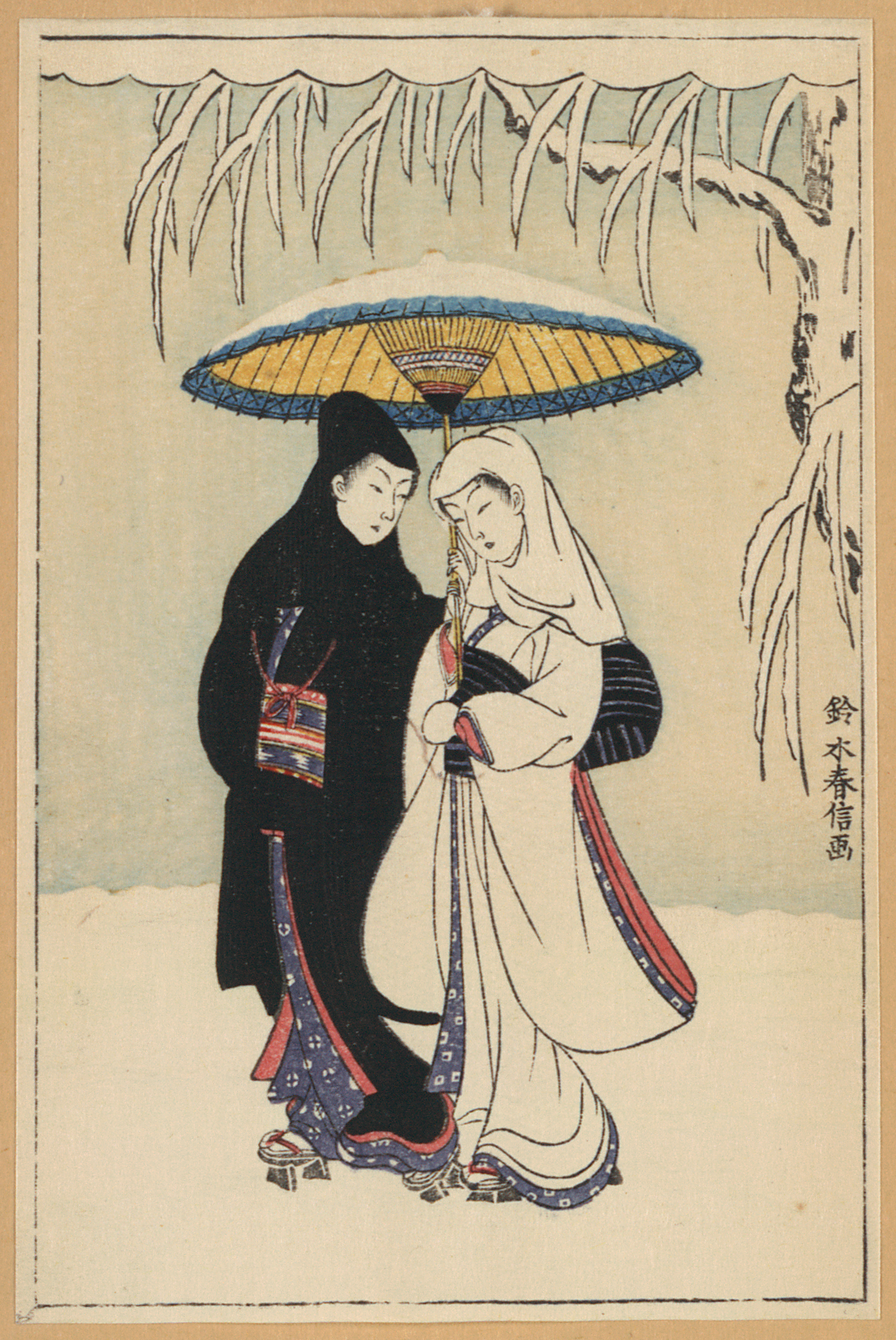
Судзуки Харунобу. Пара под зонтом в снегу, сер. XVIII века.
Зонтик — один из восьми благоприятных символов тибетского буддизма
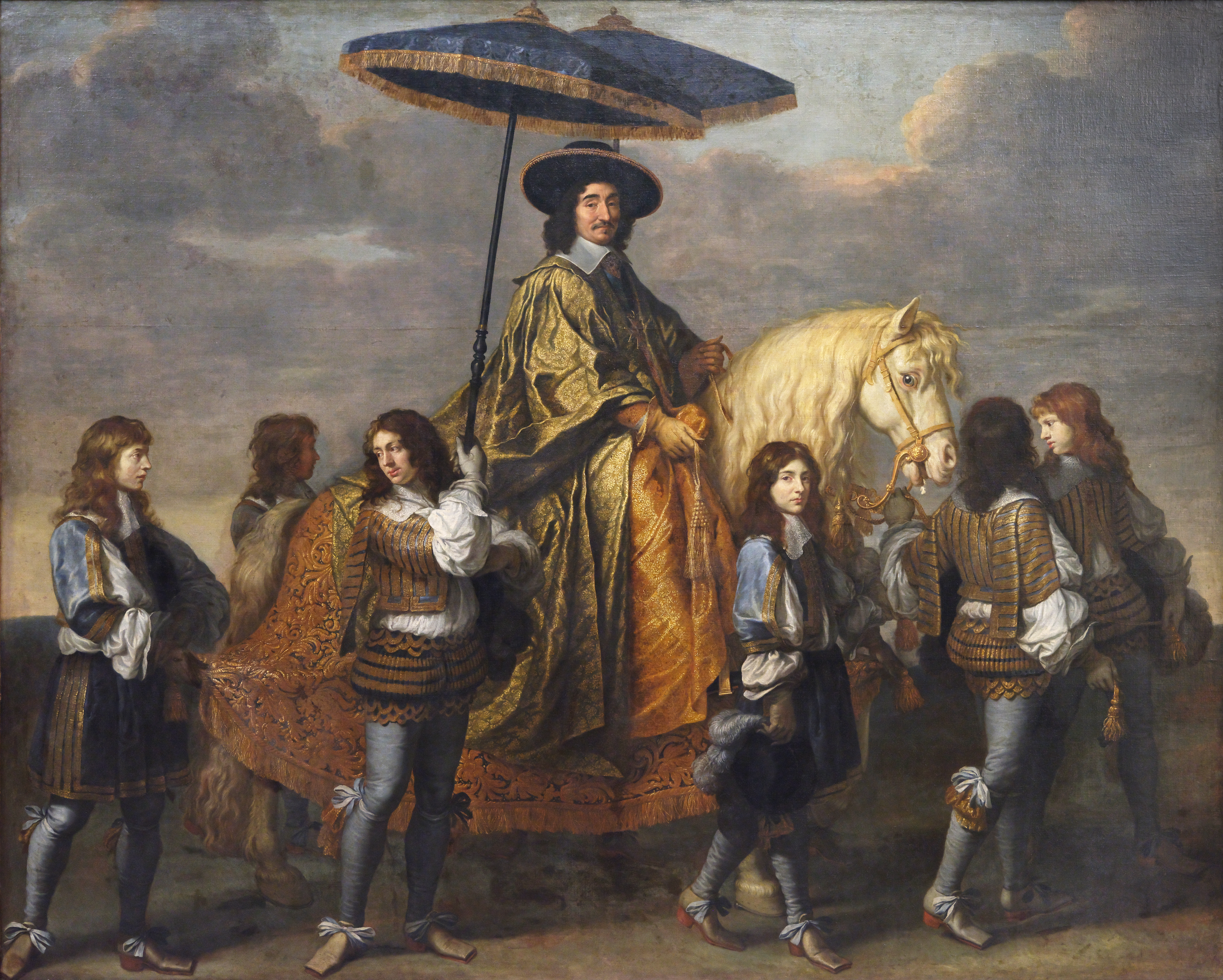
Картина, изображающая канцлера Пьера Сегье с поднятым над головой зонтиком, Шарль Лебрен, 1670 г.
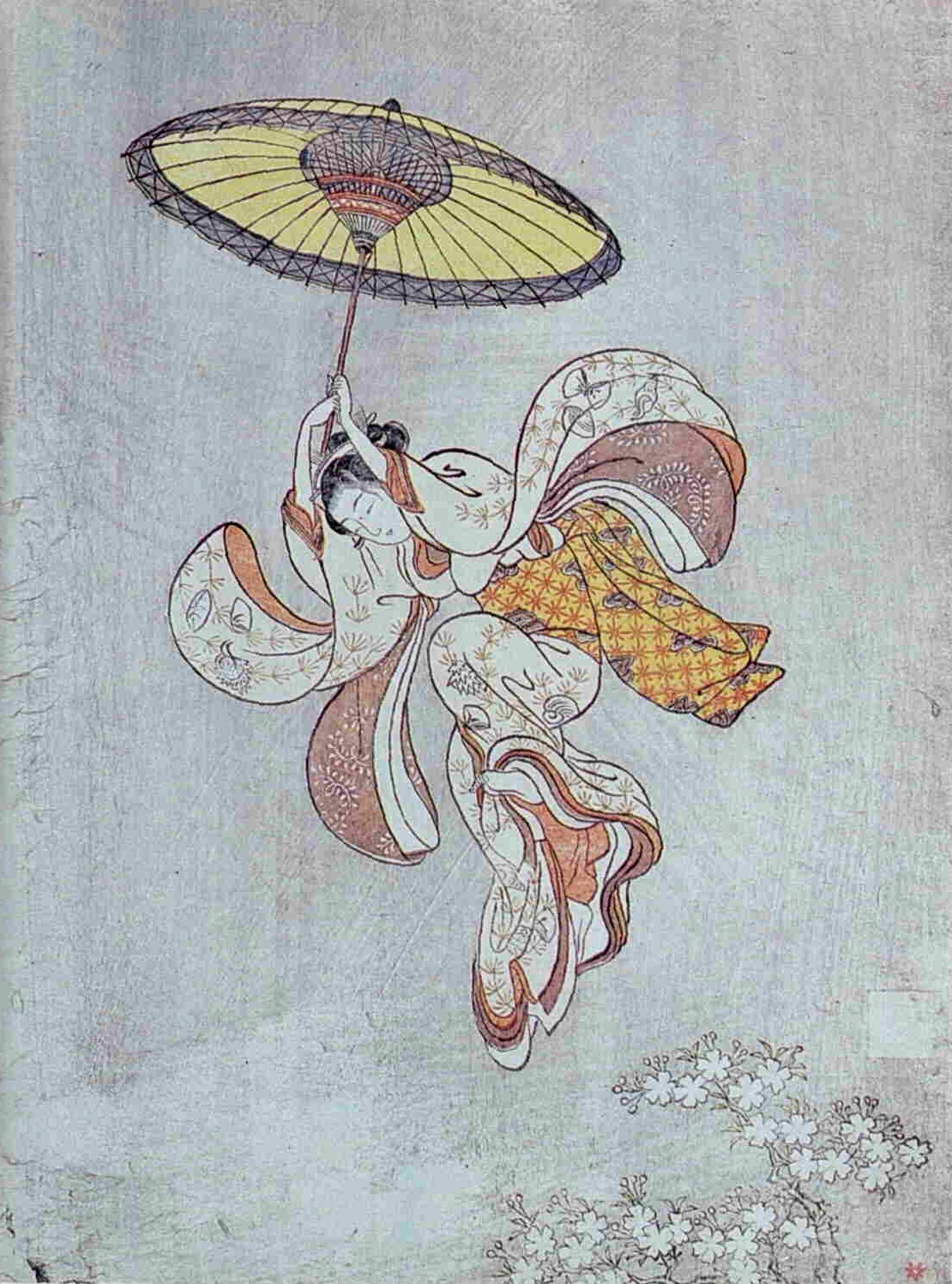
Японская девушка прыгает с Киёмидзу-дэра, Судзуки Харунобу, 1750 г.
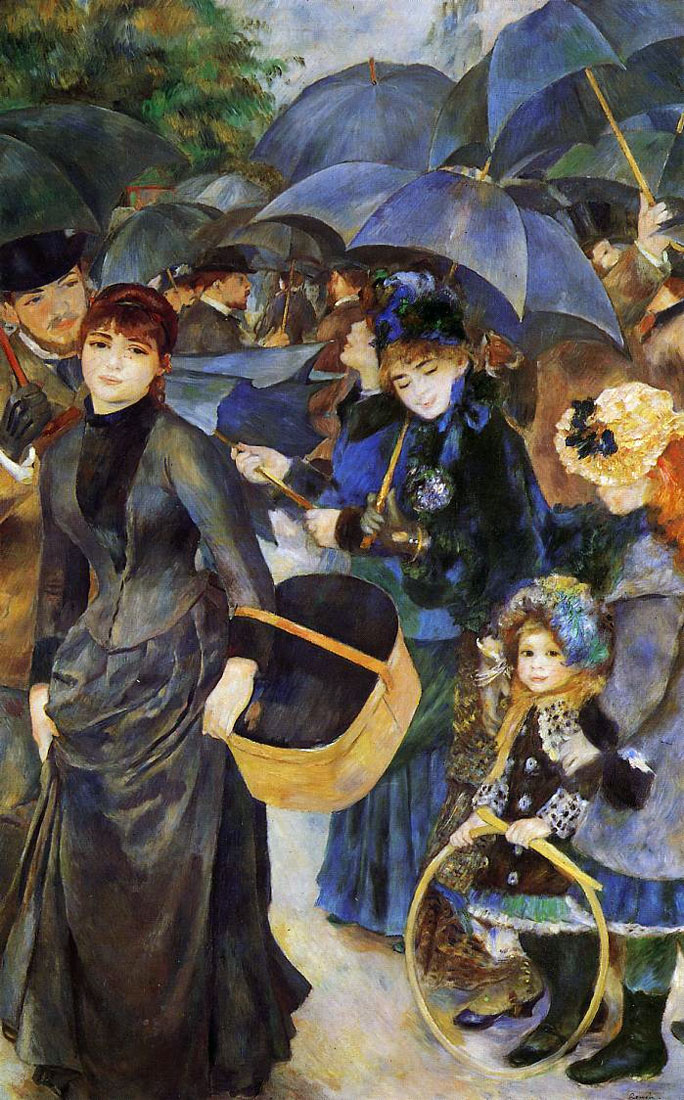
Пьер Огюст Ренуар, Зонты, 1883 г.
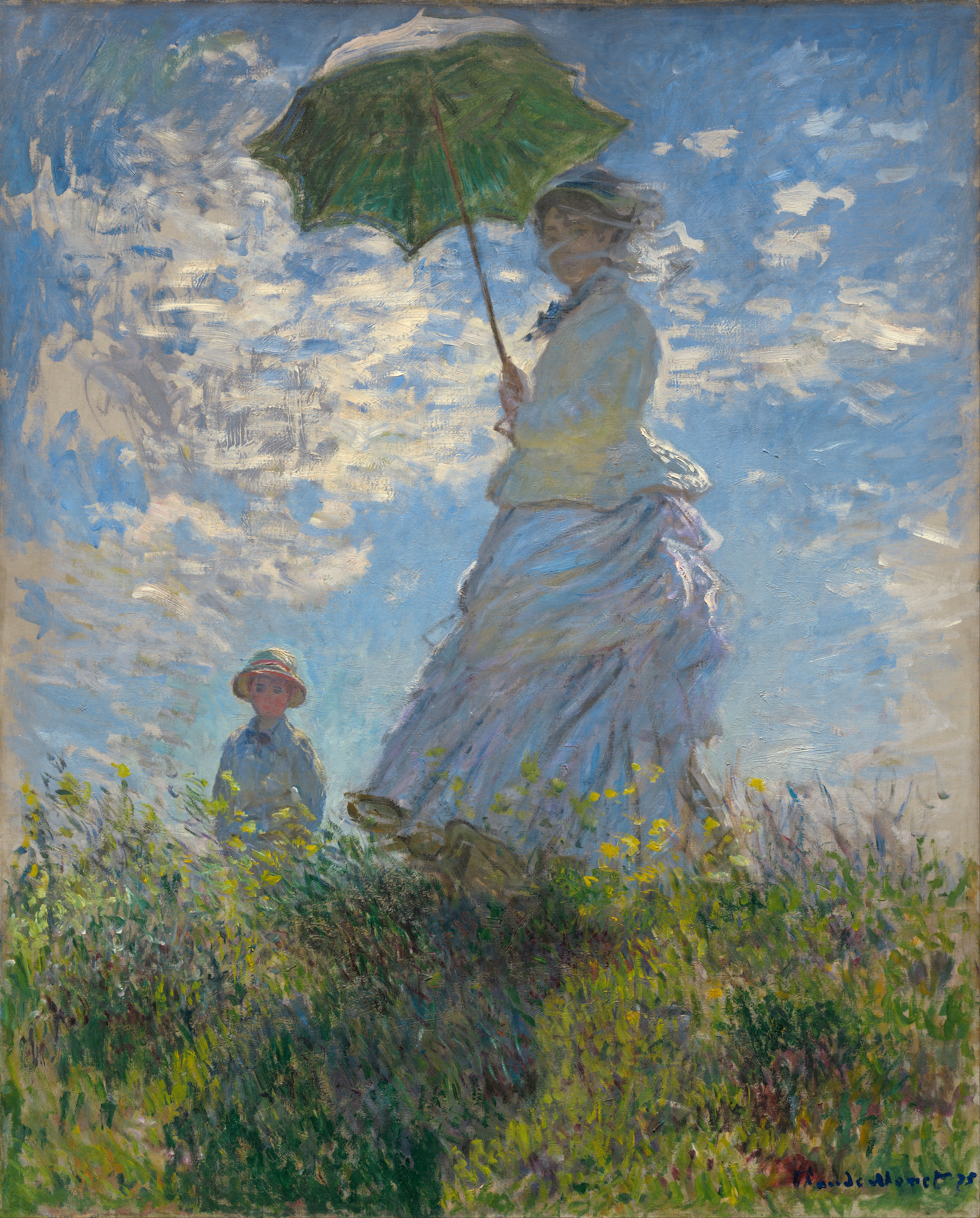
Клод Моне. Женщина с зонтиком — Мадам Моне и её сын, 1875 г.
Женщина с зонтиком, Эдуард Мане, 1881 г.
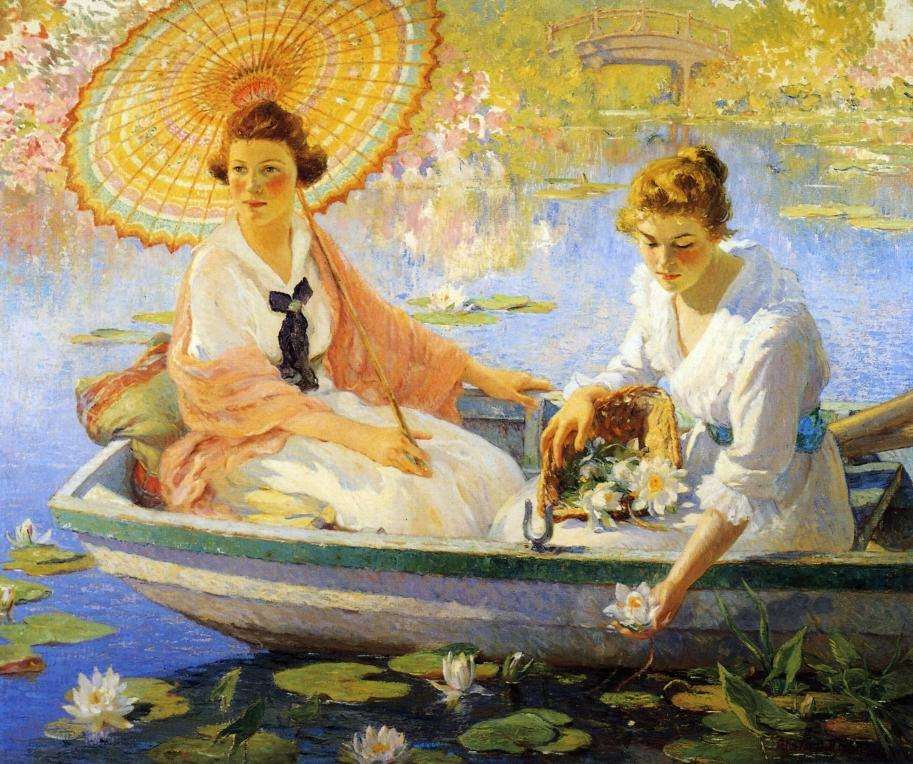
Колин Кэмпбелл Купер, Лето 1918 года
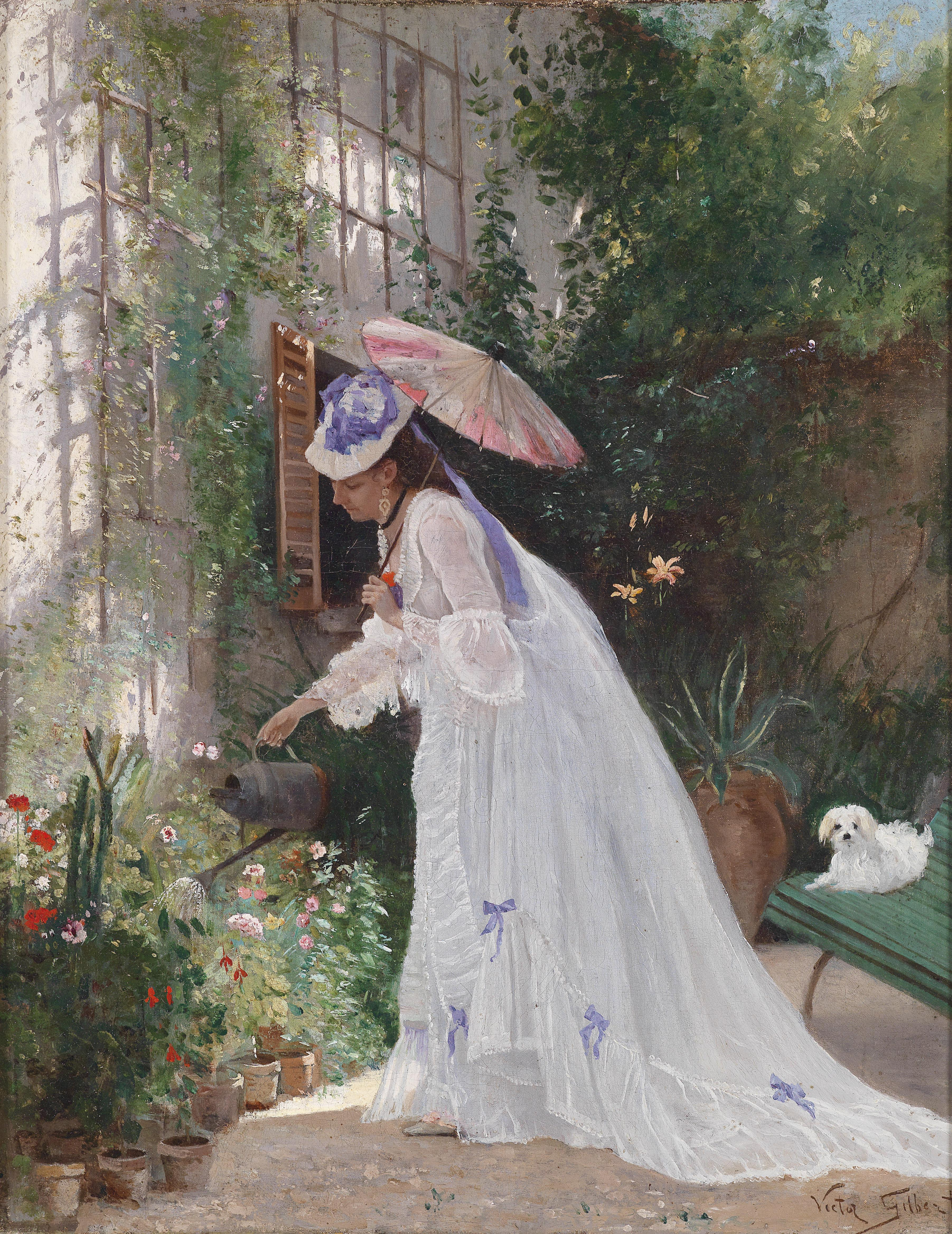
Виктор Жильбер, женщина с японским зонтиком, 1933 г.
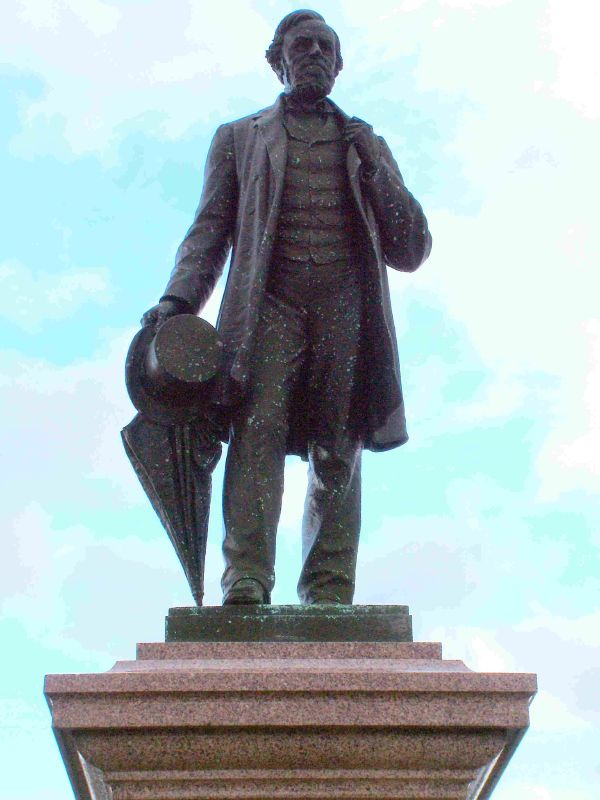
Статуя Джорджа Палмера работы Джорджа Блэколла Симмондса, 1891 г.
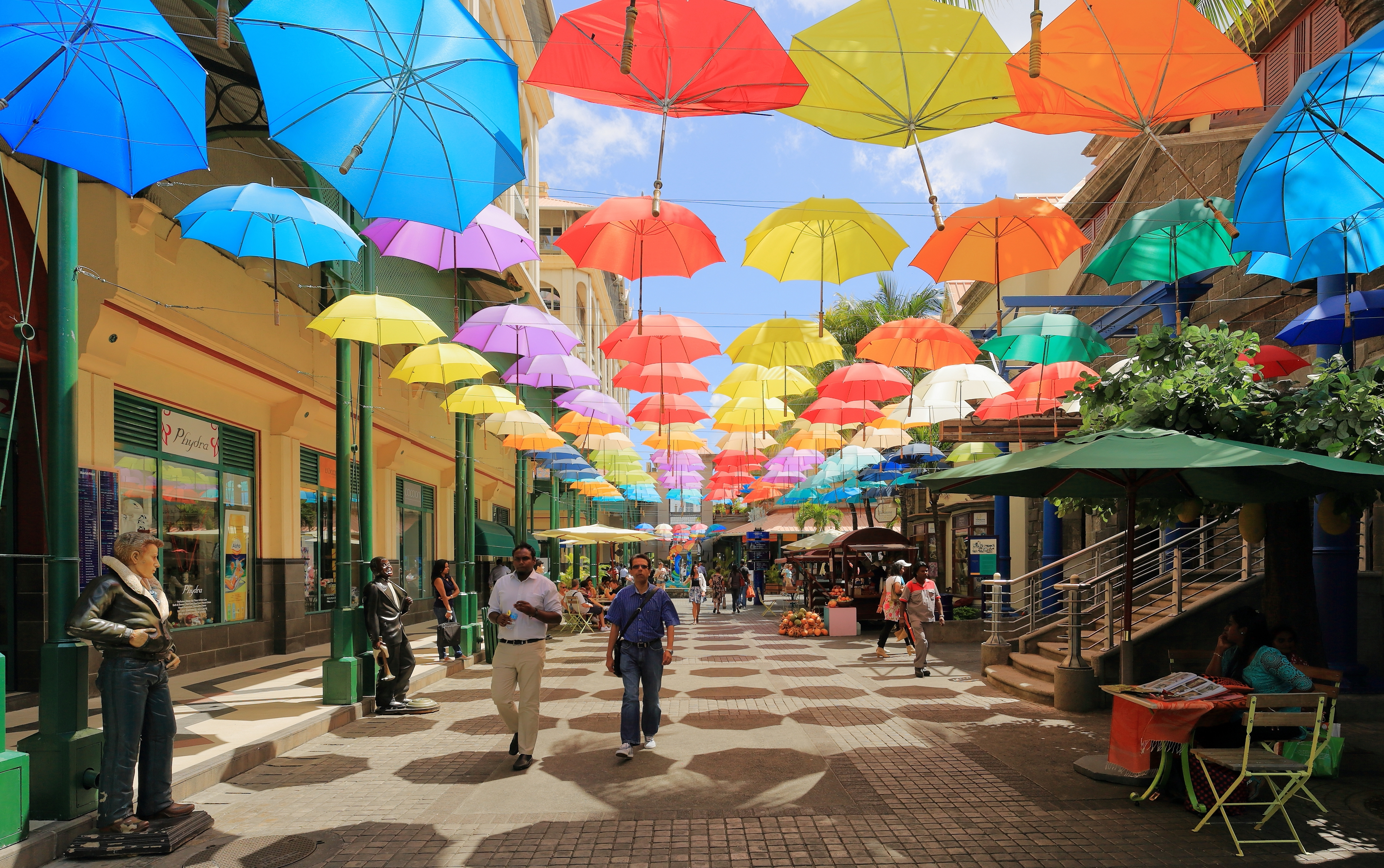
Современное уличное искусство в Порт-Луи, Маврикий
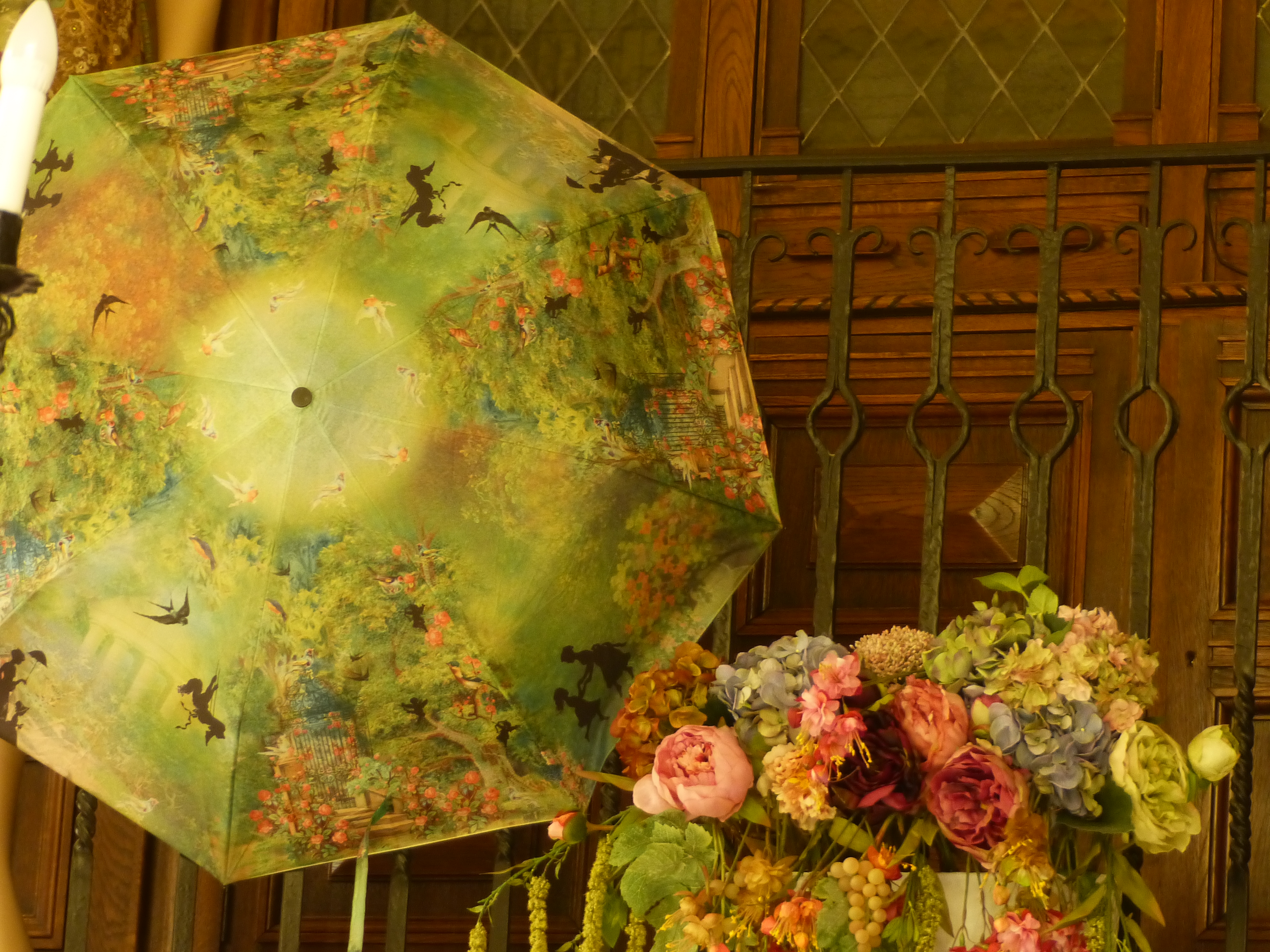
Оформление магазина — Будапешт, 2016 г.